# Zbigniew Stanisław Wyszyński
Zbigniew Stanisław Wyszyński (ur. 22 kwietnia 1916 w Krakowie, zm. 7 listopada 1992 w Trondheim) – polski geolog, specjalista złóż ropy naftowej, wiertnik, specjalista wierceń naftowych i hydrogeologicznych.

## Życiorys
Jego ojciec był naczelnym dyrektorem koncernu naftowego „Małopolska” w Borysławiu, gdzie Zbigniew Wyszyński uczęszczał do szkół. W 1934 wstąpił na Wydział Górniczy Akademii Górniczej w Krakowie. Studia przerwał we wrześniu 1939 w wyniku wybuchu II wojny światowej.
Przez Węgry i Jugosławię wydostał się z kraju i wstąpił do Wojska Polskiego we Francji. W czerwcu 1940, po upadku Francji, przybył do Wielkiej Brytanii. Tam skończył szkołę podchorążych saperów. Dzięki Radzie Akademickich Szkół Technicznych (RAST) został odkomenderowany na Uniwersytet w Birmingham dla skończenia studiów. W 1944 otrzymał dyplom RAST.
Po demobilizacji w 1947 rozpoczął pracę zawodową. Najpierw jako geolog złóż naftowych w Trynidadzie (1947–1948), później jako geolog polowy i kierownik wierceń różnych przedsiębiorstw w Wielkiej Brytanii i Grecji, następnie (1952–1957) jako kierownik wierceń hydrogeologicznych w służbie państwowej na Złotym Wybrzeżu (dzisiejsza Ghana). W 1957 wyjechał do Stanów Zjednoczonych. W latach 1957–1963 pracował jako inżynier wiertnik różnych firm w Oklahomie i Luizjanie. Od 1963 był niezależnym konsultantem przy wierceniach w Luizjanie, na Alasce i na kanadyjskich wyspach arktycznych. Pracował również dla Organizacji Narodów Zjednoczonych, m.in. na Malcie.
W 1973 zorganizował i objął katedrę Inżynierii Naftowej na Uniwersytecie w Trondheim, w Norwegii. Pozostał tam do przejścia na emeryturę w 1986. Bywał wizytującym profesorem innych uczelni (Kanada, Stany Zjednoczone, Wielka Brytania, Indonezja) i wykładowcą na kursach organizowanych przez przemysł.
Był członkiem wielu organizacji zawodowych, m.in. American Institute of Mining, Metallurgical and Petroleum Engineers, Society of Petroleum Engineers w Dallas, USA, Institute of Petroleum w Londynie i Norwegian Engineering Society.
Opublikował szereg prac w czasopismach technicznych oraz szereg skryptów wydanych przez Norweski Instytut Technologiczny w Trondheim. Ich tematyka obejmuje technologię wierceń, sprzęt wiertniczy i problemy związane z głębokimi wierceniami.